# Octavien de Guasco
Pour les articles homonymes, voir Guasco.
Octavien de Guasco, comte de Clavières, né à Bricherasio le 22 février 1712 et mort à Vérone le 10 mars 1781, est un érudit italien.

## Biographie
Entré dans les ordres, le comte de Guasco fut pourvu d’un riche canonicat à Tournai et vécut un certain nombre d’années à Paris, lié avec les savants, les philosophes ou les gens de lettres telle Claudine de Tencin. Il fut élu associé libre de l'Académie royale des inscriptions et belles-lettres en 1750  et fut membre de la Société royale de Londres.
On cite de lui : Dissertations historiques, politiques et littéraires (Tournay, 2 vol. pet. in-8°) ; Lettres familières du président de Montesquieu (Florence, 1767, in-12), ouvrage très louangeur pour l’auteur lui-même et qui le brouilla avec Marie-Thérèse Geoffrin et sa société ; des traductions italiennes de l’Esprit des lois, de l’Histoire des Ottomans de Cantemir, etc.